# Saxifraga nanelloides
Saxifraga nanelloides är en stenbräckeväxtart som beskrevs av Cheng Yih Wu. Saxifraga nanelloides ingår i Bräckesläktet som ingår i familjen stenbräckeväxter. Inga underarter finns listade i Catalogue of Life.